# Eria sarrasinorum
Eria sarrasinorum är en orkidéart som beskrevs av Friedrich Fritz Wilhelm Ludwig Kraenzlin. Eria sarrasinorum ingår i släktet Eria och familjen orkidéer. Inga underarter finns listade i Catalogue of Life.